# 黃埔海軍學校
黃埔海軍學校，簡稱黃埔海校，建立於1887年，1939年停辦。原名廣東海軍學校，前身為黃埔水師學堂，位於廣州黃埔长洲岛內，為中華民國海軍訓練初級軍官的學校。由此校畢業的學生，被稱為黃埔系，是中華民國海軍四大派系之一。
1939年停辦後併入青島海軍學校。

## 歷史

### 清朝時期
清光绪二年（1876年）秋，洋务派的两广总督刘坤一，以8万两银购买了香港黄埔船坞公司在黄埔的坞厂设备，准备在其中“于仁船坞”旧址建立“西学馆”。1877年，刘坤一奏捐前兼粤海关所得的平余银15万两发商生息，作为储备洋务人才之用。光绪六年（1880年），两广总督张树声、广东巡抚裕宽，就上述款内拨银在黄埔长洲建造“实学馆”，以布政司龙易图兼主其事，并调福州船政后学堂教习及监督、粤绅汤金铭、汤金铸兄弟回粤筹办。由汤金铭负责筹建。在黄埔的平岗地方，向英商哥巴购回“六顺船坞”，就地经营，用银2万两，于光绪八年（1882年）建成可容百余学生的楼房1座。实学馆建成后，考选学生50名，于1882年6月开学，教习外文及算法，培养造船人才。这是黄埔海军学校的基础。光绪十年（1884年），张之洞督粤，至实学馆视察，认为“该馆生徒学业，尚堪造就”，遂改名为“博学馆”。
光绪十三年（1887年）6月14日兩廣總督張之洞会同广东巡抚吴大澄奏请创办广东水陆师学堂，获准任用前船政提调吴仲翔任总办。学堂最初聘请洋教习3员，其中水师驾驶为英籍，陆师语文、测算兼操练正副教习为德籍。汉人教习11员，其中水师则设英文帮教2员，德文帮教1员，华文2员。早期留美学生詹天佑，承张之洞调到博学馆和广东水陆师学堂任外文教习4年。学堂初办时，计划水师、陆师学生各70名，实际上是将原博学馆学生70多名派令分习水师驾驶、管轮等学科，再经考察，挑选留校38名，其余陆续剔退。学堂每年经费为银6万两，实际开销仅4万两，因此颇有节余。学堂先用博学馆原有的房舍开办，后以4590两银在附近勘购田地47亩，建造学堂1座。新学堂建成后，以旧学堂供陆师学生专用，其课堂称为“陆师诵堂”。新学堂为水师学生专用，其课堂称为“水师诵堂”。水师有驾驶和管轮学生。在新学堂和堂外所建的机器厂1座，铸铁厂1座，烟囱1座，及储料库、打铁厂、工匠房、操场、习武厅、石堤、码头等，共用银59200余两。两年后增建管轮机器厂1座，另设水师练船1艘，配英籍教习3员。
光绪十九年（1893年），两广总督李鸿章将水陆师学堂分为水师学堂和陆师学堂，水师诵堂改为“广东黄埔水师学堂”。水陆师学堂从1887年至1893年共招生八期。
光绪二十七年（1901年）学堂总办林贺峒（林则徐之孙）。
光绪三十年（1904年），粤督岑春煊调京卿魏瀚（原为福建船政会办）来粤任黄埔总办，即水师学堂总办，兼黄埔船局总办和黄埔鱼雷局总办。不久，魏将黃埔鱼雷局附屬魚雷班学生40名并入水师学堂，并改名为“廣東水師魚雷學堂”。主要课目有：天文、驾驶、海上气象学、电气学、水路测量、海岸要塞、弹道学、射击学、舰炮操式、水鱼雷战术、通讯、各种舰艇知识、数、理、化、英文、国文、操练等。学制定为5年。
光绪三十三年（1907年），魏瀚在同一校舍办海军工业学堂，改校名为“广东水师工业学堂”。工业学堂定制为10年，即5年预科，5年本科，本科毕业后派出国留学深造。岑春煊曾拨银10万两，储在广州源丰银号生息，预备作派遣学生出国留学之用。工业学堂的主要课目有：英文（包括文法、外国地理、翻译、论说）、算术（包括数学、代数、三角、几何、量积学）、物理（包括化学、静重学、动重学、水重学）、国文（包括历史、本国地理、经学、论说）、绘图、体操、射击、厂课等。工业学堂办了5年，因辛亥革命而停办。停办后，学生并入水师班。 
广东水师学堂自1893年至1911年共招生七期，即从第九期至第十五期，其中第十三、十四和十五期学生均于辛亥革命后毕业。

### 廣東海軍學校時期
民國建立後，1912年改名廣東海軍學校，以肖宝珩为校长。学生名额定为130名。订修学期限：预科，本科各修3年，共十二个学期毕业。预科学算术、代数、几何、量积、平面三角、物理、化学、英文、国文、历史、地理、绘图、操练、舢舨、游泳等课目。本科学习弧三角、航海、天文、微积分、解析几何、高等代数、运用术、炮术、轮机、水鱼雷等科目。
继任校长的有刘义宽、罗国瑞。民国2年（1913年）二次革命期间，北洋政府海军部停发经费，改由广东当局接办，委周淦为广东海军学校校长。民国6年（1917年）第十五期毕业后，该校又改由北洋政府海军部直接办理，海军部派军学司司长谢葆璋来广东收回管辖，委派视察员邓聪葆为校长。1920年，以周天禄任校长。
1921年，该校隶属广东省省长公署，经费由该署发给。1921年12月因筹备北伐，廣東省經費不足，停辦。停办时，校内有第十八期、十九期肄业学生40余人，其中第十九期学生约20人，原为第十八期学生，因开学后至第三个学期，学业成绩跟不上，为学校当局改作第十九期。学校停办后，学生被遣散，有部份人投考入陆军测量学校。
1924年，孫中山下令創辦黃埔軍校，指定黄埔旧有的广东陆军小学与广东海军学校原址作為黃埔軍校之用。

### 黃埔海軍學校時期
1930年，黃埔軍校遷南京，海军第四舰队司令陳策以“广东海军学校已停办近9年，广东海军中初级军官后继乏人”为由于1930年夏向南京国民政府海軍部申请复办海军学校遭拒。於是1930年秋陳策从缉私获得的款中，拨出经费舉辦第四艦隊服務員訓練班，招收高中毕业生，初定训练1年，教授英美海军学校课本，结业后用以補充海军初級軍官。学员食宿、学习和训练均在飞鹰舰上。1931年初，在广州成立“西南政务委员会”。陈策时任海军第一舰队总司令，再次要求复办黄埔海军学校，获西南政务委员会批准。以前的海军学校校舍需要大修，故暂用录顺船坞（即现黄埔造船厂二号船坞）旁鱼雷局旧址办学，校名改称“黄埔海军学校”。第四舰队服务员训练班28人转入该校，并招收部分学生插班，作为第十八期学生，亦称“新十八期”。初由陈策兼任校长。三个月后，调刘永诰任校长，同时招收高中学生为第十九期、二十期学生，学制改为4年、5年。
1932年陈济棠撵走陈策，派丁纪徐炸沉飞鹰舰于海口。派张之英为第一集团军舰队司令，姜西园担任黃埔海軍學校校长。陈济棠还将被疑为与陈策有关系的学生50余人，甄别出黄埔海军学校。
1934年，黄埔军校原址校舍修复，改作黄埔海军学校校舍。第十九期至二十一期及新招收的二十二期学生均迁至此。1934年由萧广业代理校长。1934年冬，刘永诰回校复任。1935年由粤海舰队司令姜炎钟（即姜西园）兼任校长。1936年6月1日陈济棠发动“两广事变”失败后，原黄埔海军学校校长姜西园去职。1936年6月18日由广东海军副司令、广东江防司令李庆文海军少将（第十五期驾驶科）兼任校长。
抗日戰爭爆发后，1937年10月，第二十一期轮机班、第二十二期航海班、第二十三期航海班和第二十四期轮机班学生，由校长李庆文率领，迁校至郁南县连滩。1938年10月遷往廣西柳州三都村。1939年8月奉令停辦，第二十一期、二十二期学生毕业分配工作。第二十三期航海班学生9人以及第二十四期轮机班学生13人（共22人）转到四川万县“青岛海军学校”第五期航海班及轮机班续学。其余66名学生转到贵州都匀中央军校第十六期炮科学习，毕业后再送往四川万县要塞干部训练班，结业后分配在沿江要塞及陆军部队工作。抗战胜利后，召集该部份第二十三期、二十四期学生在青岛补习海军课程半年，经毕业考试后派回海军工作。
1948年民国政府又拟复办黄埔海军学校，1948年8月仍任命李庆文为校长。隨著中華民國撤退至台灣，中華人民共和國於1949年建國，黄埔海军学校复办终成泡影。

## 校友
实际办学的48年中，先后培育了24期学生：清朝期间水师班毕业12期，民国期间海军学校毕业12期，合计驾驶、轮管毕业学生共522人。著名畢業生有
- 譚學衡：第一期毕业后赴英留学。清宣统三年（1911年）2月任海军副大臣，补授海军副都统。民国期间任广东治河督办、广东航政局局长。
- 汤廷光：第一期。护法舰队南下时任海圻号旗舰舰长，当过广东省省长，1920年任广州军政府海军部长，1921年任国民政府海军总长。
- 冯肇宪：（1896—1923），1912年初中毕业后考入黄埔海军学校，1913年冬毕业于第十届驾驶班。永丰舰舰长。
- 陳策：第十五期。1922年孙中山在广州蒙难时，任广东江防司令；1929年任海军第四舰队司令，后兼任黄埔海军学校校长；抗战胜利后，曾任广州市市长等职。
- 邓兆祥：第十六期。重庆号巡洋舰舰长。起义投奔解放军后历任青岛海军快艇学校校长、第一海军学校副校长，1955年授海军少将军衔、1956年任青岛海军基地副参谋长，1957年升任青岛海军基地副司令员。1960年青岛海军基地改编为北海舰队，任舰队副司令员。1965年加入中国共产党。1981年任中国人民解放军海军副司令员。1985年退役，任全国政协副主席等职。
- 麦士尧：第十八期。1944年赴美接舰，1946年任接收西沙、南沙群岛舰队旗舰太平号舰长，并收复太平岛。
- 徐亨：1970年至1988年代表中华民国担任国际奥委会委员。
- 馮啟聰：第十九期。1969年起担任中华民国海军总司令五年之久。二级海军上将。

## 黄埔海军学校中的共产党
1932年，黄埔海军学校复办后，新十九期学生陈宇仁等4人，在广州培正中学语文教员陈黄光（中共党员）的指导下，秘密发起组织了“黄埔海校青年读书会”，组织学习革命著作，吸收同学多人入会。1935年，陈黄光被捕牺牲，读书会从此失去与党组织的联系。读书会的主要成员在抗战暴发后公开宣传抗日救亡，借各海校人员调动的机会，先后在南京江阴电雷学校、四川万县的青岛海军学校中扩散读书会组织，并与八路军办事处取得联系，奔赴延安就读抗日军政大学，投身革命参加抗战。较突出的有：
- 陈宇仁：第十九期，赴延安抗大参加革命，1949年来广州招收旧海军人员。
- 黄景文：（1913—1983），第十九期。在抗日爱国将领张炎部队任学生军第七中队中队长，开办“广东南路抗日游击干部补训队”参加广东南路抗战。1939年5月加入中国共产党。任高州抗日游击队政委、广东高州专署学生总队党总支组织委员。1940年夏，奉党组织之命撤退到遂溪县东区甘林村乡村小学任教，任遂溪县二区中共区委委员负责宣传工作。1940年11月南路特委在湛江市陈屋港村秘密举办区以上党员干部训练班，黄景文负责讲授抗日游击战争军事课。1941年皖南事变后，调吴（川）廉（江）工作。1943年2月，日军侵占广州湾地区和雷州半岛，吴廉边地区变成了抗日前线，1943年夏黄景文任吴(川)廉(江)边特派员（也称西南区特派员），发动群众，组建抗日武装，开展武装斗争。1945年1月，率廉吴边的抗日武装参加“南路抗日武装起义”，任“广东南路人民抗日解放军”（南路纵队，周楠任司令员兼政治委员）第一支队支队长，1945年6月部队改编为第一团（老一团、红一团），任团长。抗战胜利后南路特委决定以第1团为主，组成一支主力部队800余人由黄景文率领西进十万大山，1946年4月南路特委请示广东区党委和党中央，并同越南胡志明联系，黄景文奉命率“老一团”撤至北越整训，参加抗法战争，黄景文受聘为越南人民军总部高级步校军事顾问。[3]1947年任粤桂边区工委委员、桂滇黔边纵队参谋长，桂滇黔边纵队第一支队司令员兼政治委员，转战左右江地区、桂滇边区，参与开辟靖（西）镇（边）游击区和果利、百合、弄逢等战斗。云南解放后任西南军政大学第四分校教育长。1951年3月参加抗美援朝，任中国人民志愿军第三兵团司令部军务处处长。1952年随兵团司令员兼政委陈赓调任哈尔滨军事工程学院海军工程系党委书记、代主任、主任。1966年3月任海军训练基地第二部部长。1978年任海军试验基地副司令员。1955年授海军上校军衔。1960年晋升海军大校军衔。[4]
- 叶育生：第二十期，赴延安抗大参加革命，解放后任大连海军学校及青岛高级海军学校的训练部长、广东工学院党委书记等职。
- 李镇靖：(1920-1996) ，第二十二期航海班毕业。1937年秋赴延安参加革命，1938年抗大三期结业后被派遣回粤，任罗浮山区委武装部长、宣传部长。1940年回郁南县桂圩家乡隐蔽，通过关系进入第三十五集团军兵站分监驻都城分部任少校参谋。1944年9月，“郁南民众武力指挥部”（南武）成立，任参谋长，建立地下党支部任书记。抗战胜利后，到香港工作。1948年初回西江任中共三罗地工委委员，参与领导武装斗争。1948年4月18日，参与领导郁南“四一八”武装起义，成立“中国人民解放军粤桂边纵队三罗总队”任总队长。1948年6月任广东人民解放军三罗支队司令员。1949年1月任中国人民解放军粤中纵队第四支队司令员，配合南下大军解放三罗地区。1949年11月任广东军区西江军分区副司令员。[5]1952年至1953年参加抗美援朝。后任东北石油生产指挥部领导小组成员，分管八个勘探区。后任东北石油学院院长、广东省石油化学工业厅副厅长、石油工业部南海石油勘探指挥部党委书记、南海石油公司顾问等职。
- 叶锦杰（叶素）：（1921-2010），第二十四期轮机班。在中共香港分局文委系统入党，音乐教育家，1981年任星海音乐学院副院长。[6]